# Победитель Салладин (фильм, 1963)
Победитель Салладин (англ. El Naser Salah el Dine, араб. لناصر صلاح الدين‎) — фильм режиссёра Юсефа Шахина, снятый в 1963 году в Египте. Основан на романе Нагиба Махфуза. В главной роли — Ахмед Мазхар и Салах Зульфикар

## Сюжет
Мусульманские воины завоёвывают Иерусалим и почти весь Ближний Восток. В Европе готовится Третий крестовый поход, объединяющий силы германского императора, французского и английского королей. Возглавляет его Ричард I Львиное Сердце. Султан Египта и Сирии Салах ад-Дин (известный в Европе как Саладин) успешно предотвращает взятие Иерусалима. Переговоры между ним и Ричардом завершаются в интересах мусульман.